# Ruth Kearney
Ruth Kearney (* 26. Januar 1989) ist eine irische Schauspielerin, die in London studiert hat.

## Karriere
2011 spielte Kearney die Rolle der Jess Parker in der britischen Fernsehserie Primeval – Rückkehr der Urzeitmonster und wurde damit bekannt. Sie tauchte das erste Mal in den vor Staffel 4 veröffentlichen „Webisoden“ auf und ist ab Beginn der vierten Staffel ein fester Bestandteil des Teams. Vor dieser Rolle hatte sie mehrere Kleinrollen, die ihr wenig Bekanntheit brachten.

## Leben
Seit 2018 ist sie mit Theo James verheiratet und haben 2 Kinder.

## Filmografie
- 2005: Chasing the Monochrome Rainbow
- 2009: Booky’s Crush
- 2009: Shark City
- 2009: Gracie!
- 2009: Hard Boiled Eggs
- 2011: Primeval – Rückkehr der Urzeitmonster (Primeval, Fernsehserie, 13 Folgen)
- 2012: Covert Affairs (Fernsehserie, Folge 3x07)
- 2014: Tyrant (Fernsehserie, 2 Folgen)
- 2015: The Following (Fernsehserie)
- 2016–2017: Flaked (Fernsehserie)